# La Torreta (Loira)
La Tourette és un municipi francès situat al departament del Loira i a la regió d'Alvèrnia-Roine-Alps. L'any 2007 tenia 511 habitants.

## Demografia

### Població
El 2007 la població de fet de La Tourette era de 511 persones. Hi havia 200 famílies de les quals 44 eren unipersonals (15 homes vivint sols i 29 dones vivint soles), 69 parelles sense fills, 80 parelles amb fills i 7 famílies monoparentals amb fills.
La població ha evolucionat segons el següent gràfic:
Habitants censats

### Habitatges
El 2007 hi havia 249 habitatges, 201 eren l'habitatge principal de la família, 33 eren segones residències i 16 estaven desocupats. 240 eren cases i 9 eren apartaments. Dels 201 habitatges principals, 180 estaven ocupats pels seus propietaris, 19 estaven llogats i ocupats pels llogaters i 2 estaven cedits a títol gratuït; 1 tenia una cambra, 5 en tenien dues, 19 en tenien tres, 79 en tenien quatre i 96 en tenien cinc o més. 168 habitatges disposaven pel capbaix d'una plaça de pàrquing. A 63 habitatges hi havia un automòbil i a 130 n'hi havia dos o més.

### Piràmide de població
La piràmide de població per edats i sexe el 2009 era:
| Homes | Edats   | Dones |
| ----- | ------- | ----- |
| 0     | 95 o +  | 0     |
| 4     | 90 a 94 | 0     |
| 0     | 85 a 89 | 4     |
| 4     | 80 a 84 | 8     |
| 4     | 75 a 79 | 4     |
| 0     | 70 a 74 | 8     |
| 8     | 65 a 69 | 8     |
| 8     | 60 a 64 | 20    |
| 8     | 55 a 59 | 4     |
| 12    | 50 a 54 | 8     |
| 32    | 45 a 49 | 16    |
| 20    | 40 a 44 | 24    |
| 8     | 35 a 39 | 16    |
| 28    | 30 a 34 | 28    |
| 8     | 25 a 29 | 8     |
| 8     | 20 a 24 | 4     |
| 24    | 15 a 19 | 20    |
| 16    | 10 a 14 | 20    |
| 28    | 5 a 9   | 16    |
| 4     | 0 a 4   | 4     |

## Economia
El 2007 la població en edat de treballar era de 331 persones, 251 eren actives i 80 eren inactives. De les 251 persones actives 240 estaven ocupades (124 homes i 116 dones) i 11 estaven aturades (4 homes i 7 dones). De les 80 persones inactives 44 estaven jubilades, 23 estaven estudiant i 13 estaven classificades com a «altres inactius».

### Ingressos
El 2009 a La Tourette hi havia 218 unitats fiscals que integraven 572 persones, la mediana anual d'ingressos fiscals per persona era de 19.706 €.

### Activitats econòmiques
Dels 34 establiments que hi havia el 2007, 6 eren d'empreses de fabricació d'altres productes industrials, 7 d'empreses de construcció, 8 d'empreses de comerç i reparació d'automòbils, 1 d'una empresa d'hostatgeria i restauració, 3 d'empreses financeres, 3 d'empreses immobiliàries, 4 d'empreses de serveis i 2 d'empreses classificades com a «altres activitats de serveis».
Dels 15 establiments de servei als particulars que hi havia el 2009, 4 eren tallers de reparació d'automòbils i de material agrícola, 1 taller d'inspecció tècnica de vehicles, 1 paleta, 1 guixaire pintor, 2 fusteries, 1 lampisteria, 2 perruqueries, 2 veterinaris i 1 restaurant.
Dels 2 establiments comercials que hi havia el 2009, 1 era un supermercat i 1 una botiga d'electrodomèstics.
L'any 2000 a La Tourette hi havia 9 explotacions agrícoles que ocupaven un total de 156 hectàrees.

## Poblacions més properes
El següent diagrama mostra les poblacions més properes.